# بن عمر بختي
بن عمر بختي (28 ديسمبر 1941 - 3 يونيو 2015)، هو مخرج جزائري من مواليد مدينة تلمسان غرب الجزائر. درس السينما في المعهد العالي للدراسات السينمائية في باريس، اشتغل بعدها مساعداً في تلفزيون فرنسا، وعمل لكل من السينمائيين جان بول ساسي، كلود ليلوش. لدى عودته إلى الجزائر اشتغل بالإذاعة والتلفزيون الجزائري كمخرج وأخرج بعضاً من الأفلام التلفزيونية منها المجاهد، الخالدون، ولماذ. اشتهر عند جمهور المشاهدين بثلاثة أفلام هي فيلم العودة، الشيخ بوعمامة وهو فيلم تاريخي حول المقاومة ضد المستعمر الفرنسي، وخاصة فيلم الطاكسي المخفي الذي تم إنتاجه عام 1989.

## وفاته
توفي ليلة الثلاثاء إلى الأربعاء 04 جوان من سنة 2015 بالجزاير العاصمة، وتم تشييع جنازته بمقبرة العالية يوم الخميس 05 جوان.

## روابط خارجية
- بن عمر بختي على موقع IMDb (الإنجليزية)
- بن عمر بختي على موقع قاعدة بيانات الفيلم (الإنجليزية)